# Wyspy Pakri
Archipelag Pakri (est. Pakri saared, szw. Rågöarna) – archipelag należący do Estonii, składający się z dwóch niewielkich wysp: Suur-Pakri i Väike-Pakri, położonych w Zatoce Fińskiej, ok. 3 km na zachód od miasta Paldiski. Wyspy od średniowiecza do II wojny światowej zamieszkane były przez Estońskich Szwedów przybyłych z płn.-zach. Estonii. Obecnie wyspy nie mają stałej ludności.
- Suur-Pakri (szw. Stora Rågö, dosłownie Duża Pakri) – 11,6 km², położona bardziej na zachód

- Väike-Pakri (szw. Lilla Rågö, dosłownie Mała Pakri) – 12,9 km², położona bliżej wybrzeża

Wyspy zostały zasiedlone przez Szwedów w 1345 roku. W 1934 liczba ludności obu wysp wynosiła ok. 350. Na mocy paktu Ribbentrop-Mołotow w 1940 roku większość mieszkańców wyspy została deportowana, a wyspy stały się bazą Armii Czerwonej. Po II wojnie światowej na Väike-Pakri żyło jeszcze ok. 20 osób, ale ostatnie rodziny wyprowadziły się w 1965. Na kolejne kilkadziesiąt lata wyspy stały się radzieckim poligonem. Pozostawione przez Rosjan zanieczyszczenia i niewypały są obecnie największym problemem uniemożliwiającym ponowne zasiedlenie wysp.
Na północnym wybrzeżu występują wapienne klify i nadbrzeżne łąki. Po stronie południowej dominuje krajobraz porolniczy ze śladami użytkowania agrarnego, ruinami gospodarstw i kaplic. Wyspy są połączone kamienną tamą, zbudowaną przez sowieckich żołnierzy.

## Wsie
Przed II wojną światową wyspy miały 5 wsi, 3 na Suur-Pakri i dwie na Väike-Pakri.
Suur-Pakri
- szw. Storbyn (est. Suurküla) (100 mieszkańców w 1935)
- szw. Strandbyn lub Åsbyn (est. Rannaküla) (59)
- szw. Bisagidbyn (est. Lepiku küla) (38)

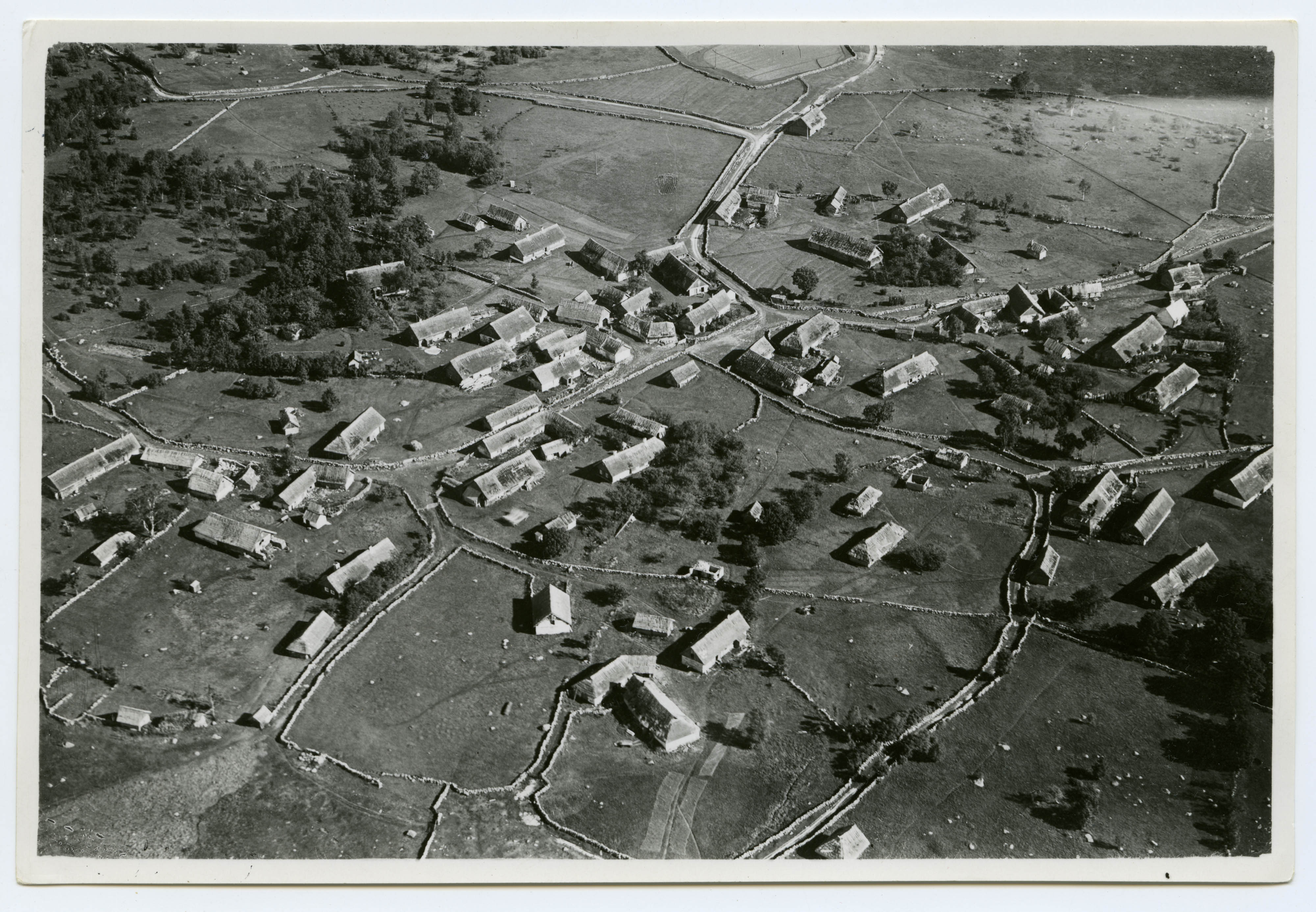
Storbyn na Väike-Pakri w latach 30. XX w.

Väike-Pakri
- szw. Storbyn (est.Suurküla) (88)
- szw. Lillbyn (est.Väikeküla) (72)Storbyn na Väike-Pakri w latach 30. XX w.